# أوسكار غولدمان
أوسكار غولدمان (بالإنجليزية: Oscar Goldman)‏ هو رياضياتي أمريكي، ولد في 1925، وتوفي في 17 ديسمبر 1986.